# Steven Chungu
Steven Chungu est un boxeur zambien né le 22 juillet 1969.

## Carrière
Steven Chungu est médaillé de bronze dans la catégorie des poids plumes aux Jeux africains du Caire en 1991, s'inclinant en demi-finale contre l'Algérien Hocine Soltani.
Aux Jeux olympiques d'été de 1992 à Barcelone, il est éliminé au deuxième tour dans la catégorie des poids plumes par le Dominicain Victoriano Sosa (en).